# خوان مانوئل فوئنتس
خوان مانوئل فوئنتس (انگلیسی: Juan Manuel Fuentes؛ زادهٔ ۱۳ نوامبر ۱۹۷۷) بازیکن فوتبال اهل اسپانیا است.
از باشگاه‌هایی که در آن بازی کرده‌است می‌توان به باشگاه فوتبال کامپوستلا و باشگاه فوتبال پومفرادینا اشاره کرد.